# Rue des Poirées
La rue des Poirées est une ancienne rue de Paris, aujourd'hui disparue, qui était située dans le quartier de la Sorbonne.

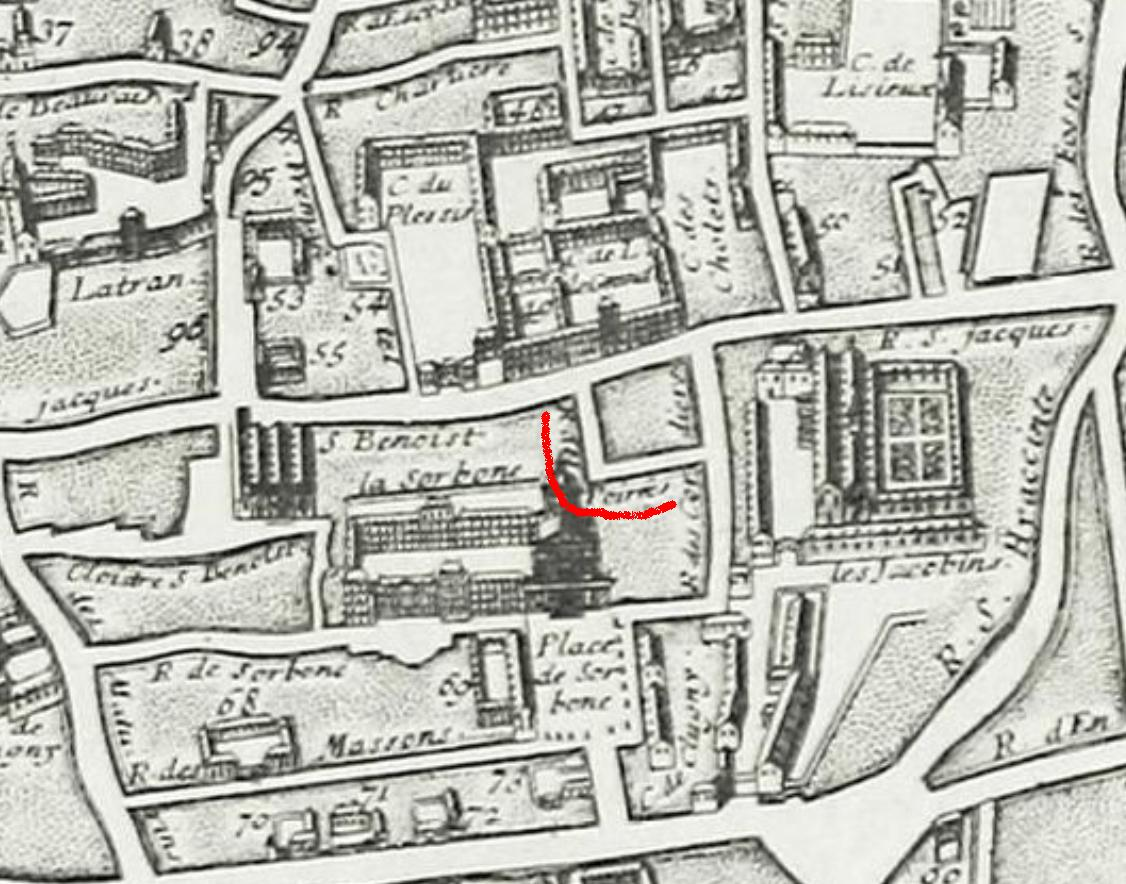
Plan partiel de 1713 de Jaillot où apparait la rue des Poirées.

## Situation
Cette rue commençait rue Saint-Jacques et finissait rue Neuve-des-Poirées et était située dans l'ancien 11e arrondissement de Paris.
Les numéros de la rue étaient rouges. Le dernier numéro impair était le no 3 et le dernier numéro pair était le no 6.

## Origine du nom
L'origine du nom de cette voie n'est pas connue.

## Historique
En 1236, elle portait le nom de « rue Thomas-d'Argenteuil » ; en 1254, « rue Guillaume-d'Argenteuil » et en 1264 celui de  « vicus Poretarum » d'où Guillot de Paris tire le nom  de « rue aux Porel » qui deviendra « rue aux Poirées » puis, vers 1443, « rue des Écoliers-de-Rethel ».
Elle est citée dans Le Dit des rues de Paris de Guillot de Paris sous la forme « rue o Ponel », mais Edgar Mareuse et Jean de La Tynna indiquent dans leurs ouvrages que « le copiste aura écrit par erreur Ponel ».
La rue des Poirées fut durant longtemps bordée par plusieurs collèges : au nord, le collège de la Petite-Sorbonne, également appelé collège de Calvi, et au sud le collège de Rethel, le collège des Dix-Huit et le collège de Cluny.
Avant la construction de la Sorbonne, en 1635, la voie allait jusqu'à la rue des Maçons et a disparu avec l'extension de la Sorbonne.
Elle est citée sous le nom de « rue des Poirées » dans un manuscrit de 1636.

## Bâtiments remarquables et lieux de mémoire
- Blaise Pascal habita rue des Poirées, dans une maison qui était située à son débouché dans la rue Saint-Jacques.